# Palk-szoros

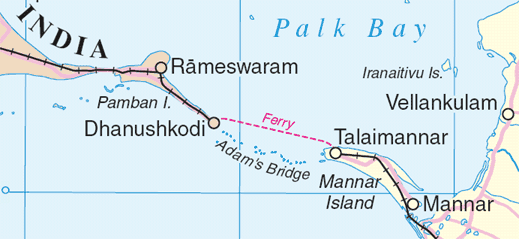
Ádám hídja

A Palk-szoros (tamilul: பாக்கு சலசந்தி / பாக்கு நீரிணை, sinhala: පෝක් සමුද්‍ර සන්ධිය Pok Samudra Sandhiya) az indiai Tamilnádu állam és a Srí Lanka-i szigetország északi provinciájának Mannar körzete között húzódó szoros. A Bengáli-öböl délkeleti részét köti össze a Palk-öböl északnyugati részével. A szoros 53-81 km (33-51 mérföld) széles.Számos folyó ömlik bele, például a Vaigai folyó Tamil Naduban. A szorost Robert Palk után nevezték el, aki Madras kormányzója volt (1755-1763) a céges uralom idején. 

## Földrajza
A Palk-öböl a déli végén egy alacsony szigetekből álló szigetcsoportnál ér véget és egy zátonynál amiket együttesen Ádám hídjanak neveznek, mivel a hindu mitológiában "Ram Setu" vagy Rama Hídjaként ismerték. Ez a szigetcsoport Tamil Naduban a Pamban-szigeti Dhanuskodig (Rameswaram-szigetként is ismerik) és Srí Lankán a Mannar-szigetekig terjed. Rameswaram szigete Indiához kapcsolódik a Pamban híd által. 

## Történelme
1914-től rendszeres vonatok jártak Madras/Chennaitól Dhanushkodiba, egy komp járt a Mannar-szigeteken Talaimannarból és onnan egy vonat Colomboba. 1964-ben egy ciklon lerombolta Dhanuskodit, a vasutat és számos kárt okozott a Palk Öböl és a Palk part mentén a parton. Dhanushkodi nem lett újjáépítve és Sri Lankában a Talaimannar-Mahawilachchiya vasút fel lett adva a polgárháború miatt (később teljesen újjá lett építve). Volt egy komp kis kikötők között Ramewaramban és Talainmannarban, de ez napjainkig le van csatlakoztatva. 

### Javasolt csatorna
Az öböl sekély vizei és zátonyai nehézzé teszik a nagy hajók átkelését, habár a tengerparti kereskedelmet hordozó halászcsónakok és kisvízi járművek évtizedeken át navigáltak a szoroson. A nagy hajóknak Sri Lankán kell keresztül menniük. Egy öblön keresztüli szállítási csatornát először 1860-ban javasoltak az indiai brit kormány számára. Számos bizottság mai napig tanulmányozza a javaslatot. A legújabb tanulmány 2004-ben, a Tamil Nadui kormány által, a Sethusamudram szállítási csatorna projekt volt, egy környezeti következményeket és technikai megvalósíthatóságot vizsgáló tanulmány volt.
Azonban a tervek ellentétben álltak különböző vallási körökkel. Egy indiai epikus vers, a Rámájana, amit évezredekkel ezelőtt írtak szanszkrit nyelven és egy fontos hindu írás újraszámlálja, hogy Ráma hogyan építtetett egy hidat kövekből a Lanka-tengeren keresztül egy csapat vanara segítségével, hogy megmentse a feleségét, Sitát az Asaru királytól, Ravanától. Az Ádám hídja mozgalom, amit egy NASA-műhold által Rama's Seturól készített fénykép váltott ki, azért alakult, hogy megelőzze a csatorna megépítését. 

## Kapcsolódó szócikk
- Palk Strait híd

## Fordítás
Ez a szócikk részben vagy egészben  a   Palk Strait című angol Wikipédia-szócikk ezen változatának fordításán alapul.  Az eredeti cikk szerkesztőit annak laptörténete sorolja fel. Ez a jelzés csupán a megfogalmazás eredetét és a szerzői jogokat jelzi, nem szolgál a cikkben szereplő információk forrásmegjelöléseként.